# Des Geyers schwarzer Haufen (Band)

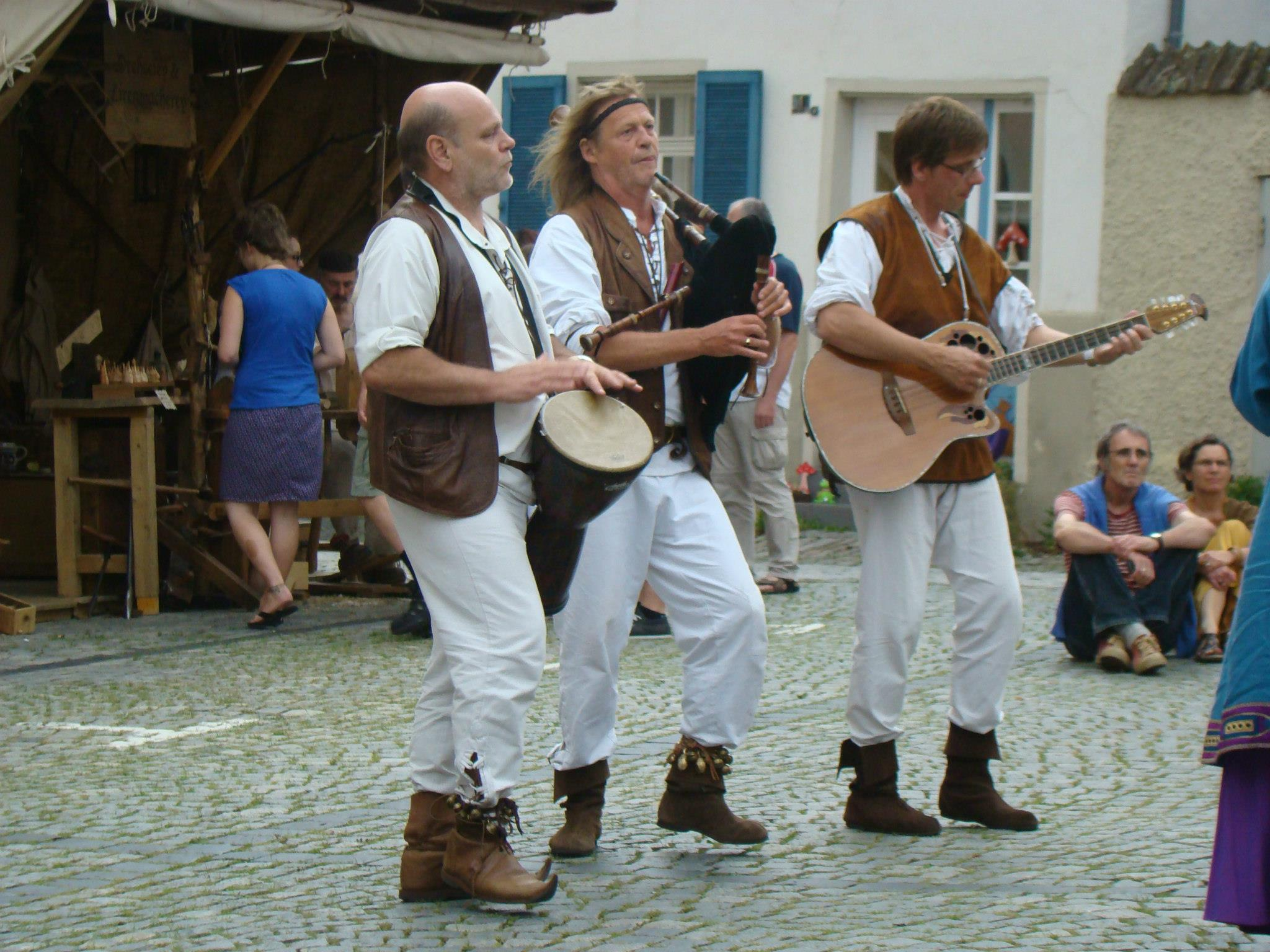
Des Geyers schwarzer Haufen, Zunftmarkt Bad Wimpfen 2012

Des Geyers schwarzer Haufen ist eine deutsche Mittelalterband. Ihr Name verweist auf den Ritter Florian Geyer, der im Bauernkrieg von 1524 - 26 den Schwarzen Haufen (eine Gruppe aufständischer Bauern) anführte. Das im frühen 20. Jahrhundert populäre Fahrtenlied Wir sind des Geyers schwarzer Haufen stand Pate für den Namen.
Albrecht Schmidt-Reinthaler gründete die Gruppe 1983 als „Spielmann Albrecht“ zusammen mit Ulrich von Olnhausen. Seit einer Trennung 1999 war die neue Formation mit Martin Ernst als „Bruder Martin“ und Ralf Glenk als „Ralf der Saitengreifer“ in der Tradition der Spielleute unterwegs. Martin Ernst und Ralf Glenk wurden 2011 durch Andreas Berg (Blasinstrumente, Cembalo, Percussion) und Bernd Settgast (diverse Saiteninstrumente) ersetzt. Ihr Lied-Repertoire wird großen Teils auf zahlreichen nachgebauten historischen Instrumenten dargeboten.
Die ehemaligen Mitglieder Thomas Roth, Albert Dannenmann und Jost Pogrzeba spielten bis Juni 2014 zusammen mit Georg Hesse, Maik Walter und Elias Maier unter dem Namen Geyers mittelalterliche Musik mit Rockelementen.

## Diskographie
- 1986 – Die Erste – Eine Sammlung von Stücken aus den Bauernkriegen und aus dem Dreißigjährigen Krieg
- 1988 – All Voll
- 1992 – Balladen über Liebe, Leben und Tod – Die vertonten Gedichte des Franzosen François  Villon
- 1997 – Stella Splendens – Eine Sammlung von historischen Musikstücken
- 2004 – Wo man singt
- 2009 – 25 Jahre Spielmann Albrecht – Solo-CD von Albrecht Schmidt-Reinthaler
- 2016 – abra@cadabra